# がしゃどくろ

境港市の水木しげるロードに設置されている、がしゃどくろのブロンズ像。

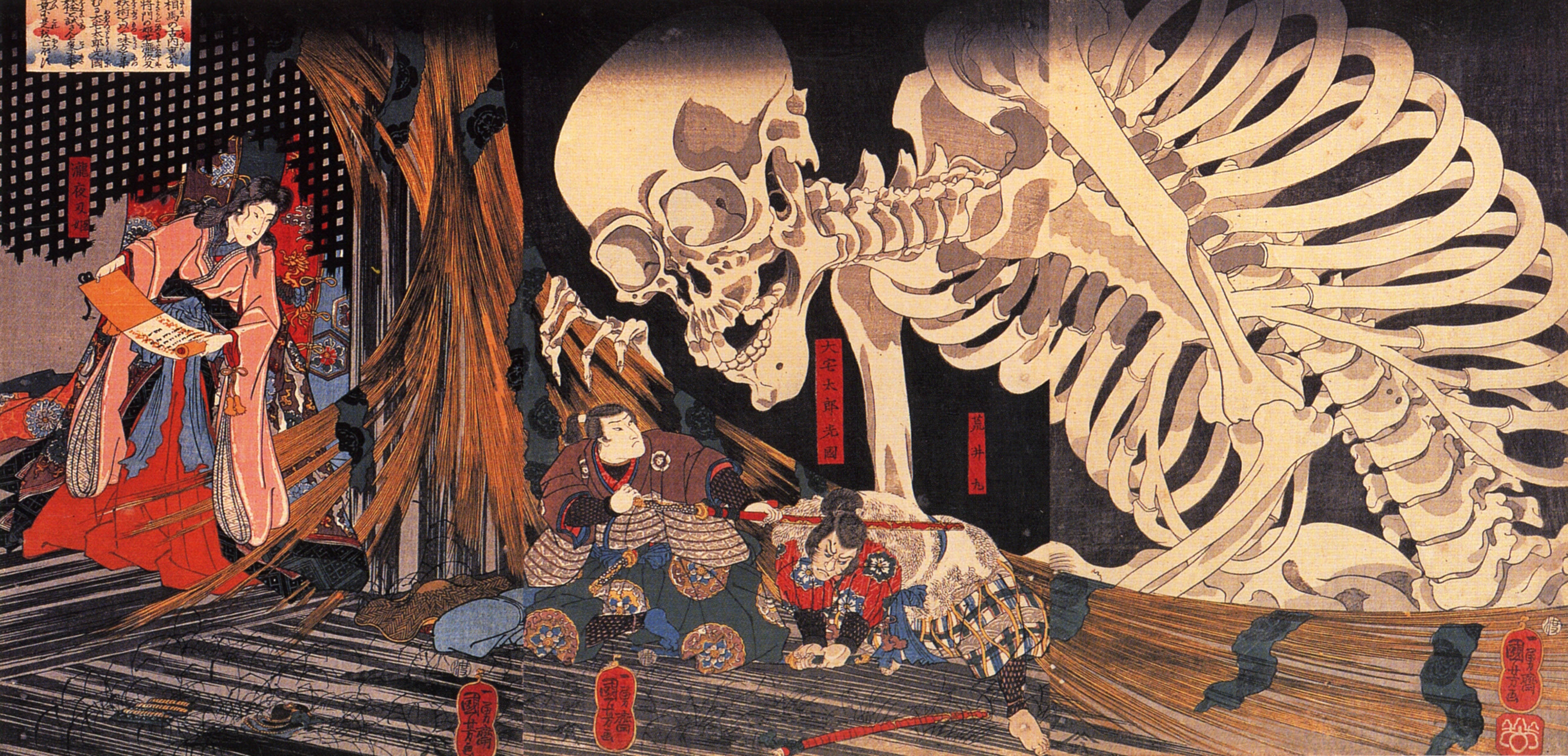
歌川国芳『相馬の古内裏』（1845年 - 1846年頃）
がしゃどくろを描いたものではないが、巨大な髑髏である点から、がしゃどくろのイメージとして初期から使用されて来た。

がしゃどくろは、日本の妖怪。戦死者や野垂れ死にした者など、埋葬されなかった死者たちの骸骨や怨念が集まって巨大な骸骨の姿になったとされる。夜中にガチガチという音を立ててさまよい歩き、生者を見つけると襲いかかり、握りつぶして食べると言われる。本来漢字表記は存在しなかったが、「餓者髑髏」と当て字出来るため近年の創作等ではその表記が用いられることもある。

## 概要
昭和中期に創作された妖怪であり、民間伝承を由来とした妖怪ではない。最初に書籍に登場したのは、山内重昭『世界怪奇スリラー全集2 世界のモンスター』（秋田書店、1968年）に収録された斎藤守弘による妖怪記事である。同時期に水木しげるや佐藤有文にも取り上げられ、1970年代以後も両者の著書によって紹介され続け、広く知られるようになった。
佐藤の著書『日本妖怪図鑑』（1972年）の図版や、水木が描いた妖怪画では、歌川国芳の浮世絵『相馬の古内裏』に描かれた巨大な骸骨の絵を出自としたものをがしゃどくろの姿として採用した。がしゃどくろと直接の関係はないが、現代におけるがしゃどくろのイメージを決定付けた絵であると言える。国芳の『相馬の古内裏』は、江戸時代に山東京伝による読本『善知安方忠義伝』を題材にした作品であり、「相馬の古内裏」は平将門の遺児である滝夜叉姫が呼び出した骸骨の妖怪が大宅太郎光国に襲いかかる場面を描いている。原作では等身大の沢山の骸骨が現われる所を、国芳は1体の巨大な骸骨として描いている点に工夫と特色がある。

## 髑髏妖怪の類例
水木の著書では、「がしゃどくろ」の項目に「がしゃどくろではないが」として髑髏に関する説話が併載されている。『日本霊異記』にある説話を引いたもので、備後国（広島県）のある男が、夜の野原で「目が痛い」と不気味なうめき声を聞き、髑髏を発見する。その目の穴からタケノコが突き出ていたのでそれを取り除いてやり、乾飯を供えたところ、髑髏が自分が殺害された経緯などの身の上を語り、恩返しを受けたというのがその内容である。この説話が「がしゃどくろ」に関する伝説であると混同される向きもあるが、上述のようにがしゃどくろは20世紀後半に生み出されたものであることから、関連は無い。